# Prima Divisione Calabria 1937-1938
Fu il quarto livello della XXXVIII edizione del campionato italiano di calcio.
La Prima Divisione (ex Seconda Divisione) fu organizzata e gestita dai Direttori Regionali di Zona.
Le finali per la promozione in Serie C erano gestiti dal Direttorio Divisioni Superiori (D.D.S.) che aveva sede a Roma.

## Calabria
Direttorio XVI Zona (Calabria).
Sede: Piazza Tommaso Campanella, 6 - Cosenza.
Presidente: Rag. Massimo Cavalcanti.

### Girone unico
| Squadra                    | Città (provincia) | Stagione 1937-1938 |
| -------------------------- | ----------------- | ------------------ |
| U.S.F. Catanzarese         | Catanzaro         |                    |
| A.S. Cosenza (B = riserve) | Cosenza           |                    |
| S.S.F. Crotone             | Crotone (CZ)      |                    |
| S.S. Dominante             | Reggio Calabria   |                    |
| U.S. Fortitudo Locrese     | Locri (RC)        |                    |
| U.S. Gioiese               | Gioia Tauro (RC)  |                    |
| S.E. Juventus Siderno      | Siderno (RC)      |                    |
| U.S. Palmese               | Palmi (RC)        |                    |
| F.G.C.                     | Paola (CS)        |                    |
| S.S. Rossanese             | Rossano (CS)      |                    |

#### Classifica finale
|  | Pos. | Squadra          | Pt | G  | V | N | P | GF | GS | DR |
|  | ---- | ---------------- | -- | -- | - | - | - | -- | -- | -- |
|  | 1.   | Dominante R.C.   | ?? | 18 |   |   |   |    |    |    |
|  | 2.   | Juventus Siderno | ?? | 18 |   |   |   |    |    |    |
|  | 3.   | Palmese          | ?? | 18 |   |   |   |    |    |    |
|  | 4.   | ???              | ?? | 18 |   |   |   |    |    |    |
|  | 5.   | ???              | ?? | 18 |   |   |   |    |    |    |
|  | 6.   | ???              | ?? | 18 |   |   |   |    |    |    |
|  | 7.   | Catanzarese      | ?? | 18 |   |   |   |    |    |    |
|  | 8.   | ???              | ?? | 18 |   |   |   |    |    |    |
|  | 9.   | ???              | ?? | 18 |   |   |   |    |    |    |
|  | 10.  | ???              | ?? | 18 |   |   |   |    |    |    |

Verdetti
- Dominante, Juventus Siderno e Palmese promosse in Serie C 1938-39[1].